# 결정 결함
결정 결함(結晶 缺陷) 또는 결정학적 결함은 결정의 결함을 말한다. 주기적인 결정 구조에 변화가 생긴다.

## 점 결함
- 빈자리 결함(Vacancy defect)
  - 프렌켈 결함 : 이온에서 양이온과 음이온이 짝을 지어 자리가 비는 것
- 격자 틈새 (침입형) 결함
- 쇼트키 결함 : 침입형 결함과 빈자리 결함이 붙어있는 것.

## 선 결함
- 전위 (재료과학)
- 버거스 벡터
- 전경 (재료과학) (disclination)

## 면 결함
- 결정립계
- 적층 결함
- 쌍정 경계

## 벌크 결함
- 공동